# Pia-Sophie Wolter
Pia-Sophie Wolter (Bréma, 1997. november 13. –) német női korosztályos válogatott labdarúgó, aki jelenleg a VfL Wolfsburg játékosa.

## Pályafutása

### Klubcsapatban
2006 és 2011 között a Habenhauser FV korosztályos csapataiban nevelkedett. 2011-ben a Werder Bremenhez csatlakozott. 2014. március 23-án mutatkozott be az első csapatban a másodosztályban az 1. FC Lübars elleni bajnoki mérkőzésen a 73. percben Jessica Golebiewski cseréjeként. Május 25-én az FF USV Jena II ellen első gólját szerezte meg. 2015. augusztus 30-án az 1. FC Köln ellen mutatkozott be az élvonalban. 2016. augusztus 20-án a kupában duplázott a Holstein Kiel ellen. 2018. február 18-án az élvonalban is megszerezte az első gólját, az SC Sand elleni 2–2-s döntetlennel záruló mérkőzésen.
2018. július 1-jétől a VfL Wolfsburg labdarúgója lett. Szeptember 8-án a kupában a Hannover 96 ellen debütált új klubjában. Október 14-én a bajnokságban mutatkozott be az SGS Essen ellen. 10 nappal később első gólját szerezte meg a Borussia Mönchengladbach elleni 7–0-ra megnyert mérkőzésen.

### A válogatottban
Részt vett a 2015-ös és a 2016-os U19-es női labdarúgó-Európa-bajnokságon, előbbin bronzérmesek lettek. A 2016-os U20-as női labdarúgó-világbajnokságra is kapott meghívót Maren Meinerttől.

## Statisztika
2018. november 4-i állapotnak megfelelően.
| Klub             | Szezon           | Bajnokság | Bajnokság | Kupa  | Kupa  | Nemzetközi | Nemzetközi | Összesen | Összesen |
| Klub             | Szezon           | Mérk.     | Gólok     | Mérk. | Gólok | Mérk.      | Gólok      | Mérk.    | Gólok    |
| ---------------- | ---------------- | --------- | --------- | ----- | ----- | ---------- | ---------- | -------- | -------- |
| Werder Bremen    | 2013–14          | 4         | 1         | 0     | 0     | -          | -          | 4        | 1        |
| Werder Bremen    | 2014–15          | 21        | 4         | 2     | 0     | -          | -          | 23       | 4        |
| Werder Bremen    | 2015–16          | 12        | 0         | 3     | 0     | -          | -          | 15       | 0        |
| Werder Bremen    | 2016–17          | 12        | 0         | 4     | 2     | -          | -          | 16       | 2        |
| Werder Bremen    | 2017–18          | 17        | 1         | 1     | 0     | -          | -          | 18       | 1        |
| Werder Bremen    | Összesen         | 66        | 6         | 10    | 2     | 0          | 0          | 76       | 8        |
| VfL Wolfsburg    | 2018–19          | 5         | 1         | 1     | 0     | 1          | 0          | 7        | 1        |
| VfL Wolfsburg    | Összesen         | 5         | 1         | 1     | 0     | 1          | 0          | 7        | 1        |
| Karrier összesen | Karrier összesen | 71        | 7         | 11    | 2     | 1          | 0          | 82       | 9        |

## Sikerei, díjai
- Werder Bremen
  - Női Bundesliga 2 (Nord): 2016–17